# Арский, Юрий Михайлович
Ю́рий Миха́йлович А́рский (25 ноября 1936, Ленинград — 26 декабря 2022) — российский учёный, специалист в области эффективного использования природных ресурсов, геоинформатики и геоэкономики, академик РАН по Отделению геологии, геофизики, геохимии и горных наук (2000), председатель экспертной комиссии при Министерстве экономики РФ, доктор геолого-минералогических наук (1979), профессор (1981).
Директор (1993—2015) ВИНИТИ РАН (Всероссийского института научной и технической информации РАН). ВРИО научного руководителя ВИНИТИ РАН.

## Биография
Родился 25 ноября 1936 года в г. Ленинграде.
Окончил Геологический факультет Московского государственного университета им. М. В. Ломоносова в 1959 году.
В 1959—1965 годах руководил геологическими экспедициями в системе Министерства геологии СССР.
В 1965 году защитил диссертацию на соискание учёной степени кандидата геолого-минералогических наук.
В 1965—1985 годах — доцент, профессор (1981) кафедры геоэкономики в Ленинградском горном институте.
В 1973—1979 годах — профессор центра обучения африканских специалистов нефтяной и газовой промышленности (Алжир).
В 1979 году защитил диссертацию на соискание учёной степени доктора геолого-минералогических наук.
В 1985—1991 годах заместитель председателя, затем — председатель Государственной экспертной комиссии Госплана СССР. В это же время и вплоть до 1992 года — первый заместитель министра экологии и природных ресурсов России.
Член-корреспондент c 15.12.1990 — Отделение геологии, геофизики, геохимии и горных наук (комплексное освоение минеральных ресурсов).
Академик РАН c 26.05.2000 — Отделение геологии, геофизики, геохимии и горных наук (геоинформатика).
В 1993—2015 годах — директор ВИНИТИ РАН и одновременно член экспертного Совета при президенте и Правительстве Российской Федерации (1993—2005).
C 2015 года — главный научный сотрудник — руководитель научного направления «Науки о Земле» ВИНИТИ РАН.
Скончался 26 декабря 2022 года. похоронен в Москве, на Введенском кладбище, участок 13

## Научная и педагогическая деятельность
Опубликовал около 300 научных работ, в том числе монографии «Экоинформатика» (1987), «Инфосфера» (1996), «Информационный рынок в России» (1996).
Научные интересы охватывают несколько направлений:
- комплексное освоение недр,
- экономика минерального сырья,
- геоэкология,
- геоинформатика.

Руководил научно-исследовательскими работами по проблемам совершенствования информационных процессов и систем, а также был членом научных и научно-технических советов, действующих в РАН, министерствах и ведомствах РФ, в том числе возглавлял Объединённый научный совет РАН по проблемам геоинформатики.
Профессор Геологического факультета Московского государственного университета им. М. В. Ломоносова, создал и возглавлял Лабораторию экономической геологии и геоинформатики.
Под его руководством подготовлено 4 докторских и 19 кандидатских диссертаций.

## Международная деятельность
Работал во многих международных организациях:
- старший советник Правительства СССР и РФ при Европейской экономической комиссии ООН;
- председатель региональной комиссии Президиума Международной Федерации по документации и информации (МФД);
- член руководящих органов Международного совета по научной и технической информации — ICSTI, Комитета по численным данным для науки и техники — CODATA, Консорциума по Универсальной десятичной классификации и др.

Внёс значительный вклад в развитие международного научного сотрудничества, в частности, с научно-информационными центрами Великобритании, Германии, США, Франции, Японии и организациями ООН (ЮНИДО, ЮНКТАД, ЮНЕСКО).

## Награды и премии
- Орден Почёта (4 июня 1999) — за большой вклад в развитие отечественной науки, подготовку высококвалифицированных кадров и в связи с 275-летием Российской академии наук[3]
- Орден «За заслуги перед Отечеством» IV степени (6 августа 2007) — за большой личный вклад в развитие современных информационных технологий, многолетнюю плодотворную научную деятельность и подготовку квалифицированных кадров[4]
- Почётная грамота Президента Российской Федерации (5 сентября 2011) — за заслуги в области науки и многолетнюю плодотворную деятельность[5]

## Основные работы
- Арский Ю. М., Захаров Ю. Ф., Калуцков В. А. и др. Экоинформатика: Теория. Практика. Методы и системы. СПб.: Гидрометеоиздат, 1992. 520 с.
- Арский Ю. М., Гиляревский Р. С., Туров И. С. и др. Инфосфера: Информационные структуры, системы и процессы в науке и обществе. М.: ВИНИТИ РАН, 1996. 489 с.
- Арский Ю. М., Данилов-Данильян В. И. Экологические проблемы на пути интеграции России и Европы. М.: ВИНИТИ РАН, 1997. 187 с.
- Арский Ю. М., Данилов-Данилян В. И., Залиханов М. Ч. и др. Экономические проблемы: что происходит, кто виноват и что делать? М.: МНЭПУ, 1997. 331 с.
- Арский Ю. М., Гиляревский Р. С., Клещёв Н. Т. и др. Информационное пространство новых независимых государств. М.: ВИНИТИ РАН, 2000. 200 с.
- Арский Ю. М., Крапивин В. Ф., Потапов И. И. Методы экоинформатики. М.: ВИНИТИ РАН, 2002. 495 с.
- Акатова К. Н., Акинфиев Н. Н., Арский Ю. М. и др. Электронная Земля: использование информационных ресурсов и современных технологий для повышения достоверности научного прогноза на основе моделирования решений в интегральных информационных полях. М.: ВИНИТИ РАН, 2009. 478 с.
- Арский Ю. М. Земля и её инфосфера. М.: ВИНИТИ РАН, 2011. 355 с.
- Арский Ю. М., Гитис В. Г., Старостин В. И. и др. Основы геоинформационного прогноза полезных ископаемых и анализа геологических процессов. М.: ВИНИТИ РАН, 2012. 160 с.